# Цариградска сръбска гимназия
Цариградската сръбска гимназия (на сръбски: Цариградска српска гимназија или Carigradska srpska gimnazija) е сръбско учебно заведение, съществувало в столицата на Османската империя Цариград от 1893 до 1902 година. В гимназията се обучават основно сърби от Стара Сърбия и сърбомани от Македония и е сред главните инструменти на сръбската просветна пропаганда в Македония. В 1902 година, след откриването на Солунската и на Скопската сръбска гимназия, Цариградската е закрита.

## Предистория
В 1864 година Фердинанд де Грати отваря в Пера италианско училище - така наречения Гратиев колеж. В 1868 година той превръща училището си в сръбско, начело с Никола Живкович. Сръбското правителство отпуска 3000 дуката годишна издръжка на училището и изпраща учебници, както и учителят Ачим Пивлякович. Училището работи до 1877 година и има пет класа с по две паралелки. Сръбските деца и бедните от други народности учат безплатно. Първоначално в училището има 42 сръбски деца, но постепенно става интернационално - в учебната 1874/1875 година училището, наречено Сръбско гимназиално-търговско училище, има 123 ученици, от които 22 сърби и 2 сръбкини, а останалите евреи, поляци, италианци, французи, гърци, българи, персийци, англичани и руснаци. Училището затваря в 1877 година поради Руско-турската война и недостиг на пари.

## История
В 1886 година сръбски посланик в Цариград става Стоян Новакович, който решава, че е необходимо отново да се отвори сръбско училище в столицата, което да обслужва сръбската колония в града и да служи за разпространение на сръбството в Македония, тъй като в Цариград живеят около 1600 македонци. В 1891 година Новакович организира училищен комитет, който подава молба за отваряне на патриаршистко училище, издържано от Кралство Сърбия, но тя остава без отговор.
Училището е отворено на улица „Сакъз Агач“ в Пера на 15 февруари 1892 година на основа на придобитото право от Гратиевия колеж и не е подвластно на Вселенската патриаршия. Негов номинален собственик е охридският сърбоманин Наум Гаврилов (Наум Гаврилович), а пръв учител е синът му Димитрие Гаврилович. Предимствата на Цариград, макар и отдалечен от Сърбия, е че училището не е под опеката на Патриаршията, в града няма силни български училища, нито има албански натиск и преподаването е най-свободно от всички сръбски училища в империята.
В първия клас има 19 ученици, а по-късно стават 27. Белградското правителство праща за учител завършилия Солунската българска гимназия и привлечен на сръбска страна битолчанец Михаил Питов (Михаило Питович), който пристига през март 1893 година и отваря втори клас с 12 ученици. Освен деца от града има и от Костурско и затова е основан интернат. Програмата е тази на училищата от Сърбия и е одобрена от османските власти. На 6 юли 1892 година завършват 28 ученици и 4 ученички - 18 първи клас, 9 втори и 5 - четвърти. 19 от Стара Сърбия и Македония, 10 от Цариград, 2 от Сърбия и 1 от Далмация. Сръбската държава отпуска на училището 6000 динара годишно.

### 1892/1893
Учебната 1892/1893 година започва с четири класа от първи до четвърти. За директор е изпратен учителят от Призренската семинария Василие Десич. През януари 1893 година децата от трети клас минават в четвърти и училището има I, II и IV основен клас и I гимназиален клас. Учениците са от Цариград (44), Смирна (1), Далмация (8), Битолския вилает (19), Черна гора (3), Косовския вилает (13) и Сърбия (2). Гимназиални учители са Василие Десич, директор, Христо Огнянов (Риста Огњановић), Джордже Кръстич и Михаил Питов. По-късно идва Коста Групчев (Коста Групчевич) като хонорарен учител, а през март Никифор Перич, като учител по вероучение. Изпитите в 1893 година полагат 11 ученици, от които 5 го взимат веднага, 4 по-късно, а 2 повтарят. Като качество на образованието училището не може да се равнява с българските и гръцките училища в империята.
Сръбското посолство предлага в първия гимназиален клас да се пращат деца от основните училища от Стара Сърбия и Македония от семейства „отдадени на сръбството“, като подборът става от консулствата в Скопие, Битоля, Солун и Прищина, а децата от Призренско да се пращат в Призренската семинария. Предложението е одобрено от правителството в Белград, което праща съответната директива на консулствата.

### 1893/1894
В края на учебната година Василие Десич напуска и временно директор е Никифор Перич. В началото на втората учебна година 1893/1894 директор става Милош Динич, който преподава и френски и география. В една и съща сграда са три основни и два гимназиални класа. В трите основни преподава Христо Огнянов, до пристигането на Сретен Смилкович от Белград. Основните ученици - 46, са предимно от Стара Сърбия и Македония - от бедни семейства, предимно на пекари, градинари, слуги и надничари. В I гимназиален клас има 15 ученици 2 ученички, а във II - 8 ученици. Нов учител е Петър Бангеев (Петре Банджеевич) от Воден, който преподава сръбски и обща история. Динич се оплаква в Белград, че не е ясна целта на училището - за поддържане на сръбството в Цариград или за поддържане на сръбството в Стара Сърбия и Македония. Той е в конфликт с Никифор Перич, не е доволен от работата на Бангеев и на Групчев, когото обвинява, че лошо говори сръбски. В края на годината от 17 ученици в I клас трима напускат, а 1 повтаря година. От 8 във II клас 1 напуска и 1 е изгонен.

### 1894/1895
Новата учебна 1894/1895 година започва в нова сграда, тъй като старата пострадва от земетресение през юли 1894 година. Основното училище има 35 ученици, а гимназията вече има три класа - I с 16 ученици, II с 16 и III с 14. Напуска Бангеев и на негово място от Белградската гимназия идва Душан Стоичевич. В началото на март и Джордже Кръстич заминава за Белград и на негово място идва завършилия Великата народна школа Хараламбос Комбас, а в началото на учебната година Никифор Перич и уволнен и заменен от Смилкович. В началото на 1895 година в града започва да излиза и сръбският вестник „Цариградски гласник“. В края на годината през юни от 48 ученици се явяват на изпит, а 23 по различни причини - не. В речта си на завършването директорът Динич изразява задоволство от средния успех 4, като се вземат предвид недостигът на учебници и фактът, че много ученици не владеят добре сръбски език.
Същия месец, благодарение на усилията на инспектора на чуждите училища Абдул Хасид и на първия секретар на просветния отдел Шукри бей номиналният собственик на училището Наум Гаврилов получава разрешение за работа. Крал Александър Обренович дарява на училището 1000 златни динара.

### 1895/1896
В учебната 1895/1896 година основното училище е закрито, тъй като Динич затваря интерната и не се събират достатъчно ученици. В гимназията не е отворен IV клас, тъй като III е завършен само от 4 ученици. В I клас има 25 ученици, във II 23 и в III 12. Най-голям брой ученици са от Цариград и Косовския вилает, но има и от Сърбия и Черна гора и всички са на интернат. От старите учители преподават Динич, Стоичевич и Питов, а като нови идват Сава Томич - пеене и музика, Али Шевкия - турски език и Константин Викентини от Цариград - гръцки език.

### 1896/1897
В учебната 1896/1897 година е отворен IV гимназиален клас. Учат 71 ученици - в I клас - 16, във II - 22, в III - 22 и в IV - 11, от които на изпит се явяват 66 и всички минават. Най-много са от Косовския вилаета (31), после от Битолския (15), Солунския (12), Цариград (3), Черна гора (2), Бока Которска (1) и Сърбия (2). Родителите са предимно търговци, земеделци и хлебари. Преподават Динич, Стоичевич, Питов, Томич, Шевкия, Викентини. Има един нов учител - Мелко Радулович от Далмация, който преподава история.

### 1897/1898
За учебната 1897/1898 година училището получава нареждане от белградското правителство да не приема ученици от вътрешността на империята. Заради недостиг на ученици I клас е закрит, а V не е отворен. Учениците са общо 55 - във II клас 15, в II - 19, в IV - 21. Преподават Динич, Стоичевич, Питов, Радович, Шефкия и Томич. Нов учител по християнска наука е Валериан Прибичевич. Учениците са 3 от Цариград, 29 от Косовския вилаета, 8 от Битолския, 9 от Солунския, 2 от Сърбия, 2 от Черна гора и 1 от Бока Которска.

### 1898/1899
След отварянето на Солунската и Скопската сръбска гимназия, през юли 1898 година в Белград е свикана директорска конференция, на която да се реши съдбата на Цариградската. Решено е, тъй като тя е най-скъпа, да има само горни гимнизални класове, които да поготвят ученици за влизане в турските висши училища. През октомври просветният министър Владан Джорджевич взима решение за превръщане на училището в Педагогическо и съответно в новата 1898/1899 година е закрит II клас и е отворен V. От Белград изпращат двама души с докторска степен - историците Станое Станоевич и Йован Радонич, както и учителите Стеван Маринкович и Андрей Самоников (Андрия Самоникович). Радулович е уволнен, а Питов заминава за Битолската гимназия. Френски преподава Огюст Ларасин. Учениците са 67 - 21 в III клас, 26 в IV и 20 в V. След доклад на Динич, министър Джорджевич решава гимназията да има седем класа. Динич заявява, че слабите ученици в гимназията са приети по национално-пропагандни причини - единият е изпратен от скопското консулство, като преди това е учил в българско училище, друг е си на свещеник от воденския манастир „Света Троица“ и т.н.

### 1899/1900
Преди 1899/1900 година напускат Радонич, Станоевич и Прибичевич, като последните двама се оплакват, че са дискриминирани от Динич като пречански сърби. На тяхно място идват Михаило Вукчевич от Солунската гимназия, Богдан Раденкович и Йован Шантрич.